# Ammothea carolinensis
Ammothea carolinensis is een zeespin uit de familie Ammotheidae. De soort behoort tot het geslacht Ammothea. Ammothea carolinensis werd in 1814 voor het eerst wetenschappelijk beschreven door Leach.